# Wenwen Han
Wenwen Han (en chinois simplifié : 韓雯雯), née le 24 août 1995 à Xi'an, en République populaire de Chine, est une violoniste et actrice chinoise, surtout connue pour son rôle dans le film 2010 remake de The Karate Kid. Han  parle l'anglais et le chinois.

## Filmographie
- 2010 : Karaté Kid (voix : Laëtitia Godès) : Meiying